# Longba, Yunnan
Longba (kinesiska: 龙坝, 龙坝镇) är en köping i Kina. Den ligger i provinsen Yunnan, i den sydvästra delen av landet, omkring 210 kilometer sydväst om provinshuvudstaden Kunming.
Genomsnittlig årsnederbörd är 1 466 millimeter. Den regnigaste månaden är juli, med i genomsnitt 333 mm nederbörd, och den torraste är februari, med 19 mm nederbörd.